# Oplot
Oplot (deutsch Amplatz) ist eine Gemeinde mit 344 Einwohnern in Tschechien. Sie liegt fünf Kilometer nordwestlich von Přeštice und gehört zum Okres Plzeň-jih. Die Katasterfläche beträgt 690 Hektar.

## Geographie
Oplot befindet sich in 415 m ü. M. in der Quellmulde des Oplotský potok, eines rechten Zuflusses zum Dnešický potok.
Nachbarorte sind Dnešice im Norden, Zastávka im Nordosten, Žerovice im Osten, Skočice und Horušany im Süden sowie Soběkury im Westen.

## Geschichte
Die erste urkundliche Erwähnung von Oplot stammt aus dem Jahre 1243. Besitzer war die einheimische Adelsfamilie von Oplot. Seit 1437 ist das Geschlecht derer von Roupov auf Oplot ansässig gewesen. Zum Ende des 15. Jahrhunderts erwarben die Roupovs, denen Oplot bis 1570 gehörte, die Wiesen des wüsten Dorfes Horušany von der Herrschaft Soběkury. Nach dem Aussterben der Oploter Linie der Herren von Roupov wurde der Besitz geteilt und der eine Teil an die Herrschaft Dolany veräußert. Den anderen Teil erhielt Mikuláš Šic auf Drahenice, der die Feste Poříčí erbauen ließ.
1616 erwarb Šic noch die Güter in Nedanice. Nach der Schlacht am Weißen Berg wurde sein Besitz konfisziert und 1623 an Adam Philipp XI. von Cronberg verkauft. Cronberg vereinigte seinen Anteil mit der Herrschaft Rothporitschen, nunmehr „Cronporitschen“. Seine Nachkommen verkauften den Besitz an Herzog Clemens Franz in Bayern. 1677 erwarb das Kloster Chotieschau den zu Dolany gehörenden Anteil und holte deutsche Siedler in die im Dreißigjährigen Krieg verödete Gegend.
1838 lebten in Oplot 335 Menschen. Nach der Ablösung der Grundherrschaften wurde der Ort 1850 zu einer selbstständigen Gemeinde. 1900 hatte das Dorf 530 Einwohner und bis 1920 stieg diese Zahl auf 670.
Im Jahre 1901 wurde bei Bauarbeiten in Oplot ein Behälter mit 360 Prager und Meißnischen Groschen aus dem 14. Jahrhundert gefunden.
1960 wurde der Okres Přeštice aufgelöst. Oplot wurde nach Dnešice eingemeindet und dem Okres Plzeň-jih zugeordnet. Seit 1991 ist die Gemeinde wieder eigenständig.

## Sehenswürdigkeiten

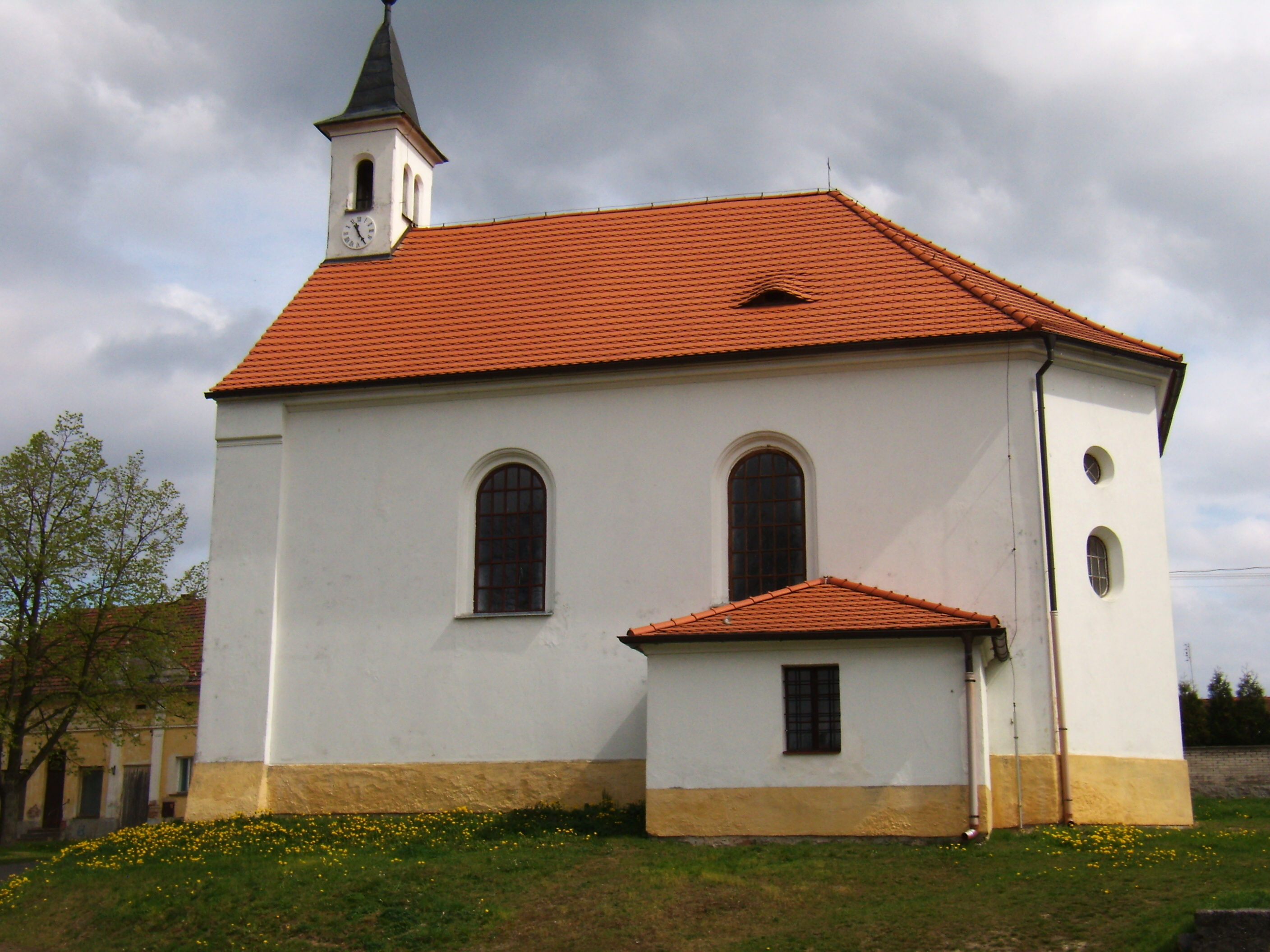
Die Kapelle der Jungfrau Maria

- Kapelle der Jungfrau Maria, 1862 anstelle eines kleinen Vorgängerbaus errichtet

## Gemeindegliederung
Für die Gemeinde Oplot sind keine Ortsteile ausgewiesen.